# Oxigenasa sense cofactor
Les oxigenases sense cofactor són una classe d’enzim que s’encarrega de catalitzar l'oxidació d’un substrat sense la necessitat de cofactors addicionals, com metalls o molècules orgàniques. Aquests enzims són de gran importància en utilitzar oxigen molecular (O₂) per a realitzar reaccions d’oxidació en processos metabòlics.
Gràcies a la seva independència dels cofactors, tenen una major estabilitat davant als canvis de concentració de les molècules presents al medi. Així doncs, són ideals per emprar en processos industrials.

## Estructura
Les oxigenases sense cofactor no pertanyen a una sola família enzimàtica, són poc freqüents i han estat poc estudiades. Tot i que sembla que sí que podrien compartir característiques mecàniques, no sembla que comparteixin seqüències o estructures concretes.
Un exemple d'aquesta diversitat és que trobem oxigenases independents de cofactor tant monomèriques, formades per una sola unitat, com oligomèriques, formades per diverses subunitats.

## Cinètica de la reacció
La velocitat de reacció de les oxigenases sense cofactor està directament relacionada amb la concentració d’oxigen. En canvi, depèn molt menys de la concentració de substrat aromàtic, sent la seva constant de Michaelis-Menten (Km) dues ordres de magnitud més baixa respecte a la de l’O₂. Així doncs, les etapes dependents d’O₂ són les etapes limitants de la reacció global. Aquestes tendències no divergeixen especialment respecte a les de les oxigenases dependents de cofactor. El que diferencia les oxigenases sense cofactor de les dependents de cofactor pel que fa a la seva cinètica és que la seva activitat no depèn de la concentració de cofactor, fent-les més pràctiques per catalitzar diversos processos al laboratori.

## Mecanisme
Les oxigenases sense cofactor es diferencien de la resta d'oxigenases, ja que treballen amb substrats altament conjugats en lloc d’amb cofactors. Aquests últims serien utilitzats per donar electrons a l'O₂ per tal d’activar-lo, fer-lo més reactiu, i així oxidar el substrat.
En canvi, les oxigenases sense cofactor aprofiten les característiques del seu substrat per tal de dur a terme aquest mateix procés. Els substrats que utilitzen tenen molts dobles enllaços alternats que el fan més estable i li permeten interaccionar amb electrons, proporcionant-los després a l'O₂ per tal d’activar-lo.
Aconsegueixen l'activació de l'oxigen mitjançant dos mecanismes principals: 

###### 1. Mecanisme basat en radicals
En aquest mecanisme l'enzim genera un radical, sigui al substrat o en el seu propi centre actiu, per tal d'activar l'oxigen. Podríem diferenciar quatre etapes principals:
1. Creació del radical: Una possibilitat és que quan el substrat interactua amb l'enzim, perd un electró i es converteix en un radical. O bé, un aminoàcid propi del centre actiu, com per exemple la histidina, es converteix en un radical.
2. Activació de l'oxigen: El radical ajudarà que l'oxigen, que generalment és poc reactiu, s'activi i s'uneixi al centre actiu de l'enzim o al radical del substrat.
3. Parelles de radicals engabiat: En unir el radical del substrat amb l'oxigen, aquests es mantenen en un ambient controlat dins l'enzim, evitant així reaccions no desitjades amb altres components.
4. Funció de la histidina: Aquest aminoàcid, present en aquests enzims, pot ajudar en alguns passos, com per exemple, desprotonant el substrat i estabilitzant les càrregues negatives.[6]

###### 2. Transferència directa d'electrons de l'oxigen al substrat
En aquest segon mecanisme, el mateix substrat és qui fa la funció del cofactor, proporcionant l'electró directament. A l'inici de la reacció, el substrat perd un protó convertint-se en un anió prou reactiu per donar un electró a l'O₂. L’anió del substrat transfereix l’electró directament a l'O₂. Aquest pas genera un parell de radicals engabiats que s’estabilitzen momentàniament al centre actiu.

## Classificació
S'han identificat dues famílies diferenciades d'oxigenases que actuen sense la necessitat d'un cofactor.

###### 1. Lesmonooxigenases
Aquestes oxigenases uneixen un dels àtoms de l'oxigen molecular al seu substrat i l'altre el redueixen, obtenint-ne aigua.
Un exemple en són les monooxidases formadores de quinones, les quals tenen un paper fonamental en la biosíntesi de diverses classes d'antibiòtics policètids aromàtics. Converteixen compostos aromàtics en quinones, que són estructures altament reactives.
Un exemple de monooxigenasa formadora de quinones és la Tetracenomycin F1 Monooxigenasa (TcmH). És un enzim que catalitza l'oxidació de Tetracenomicina F1, transformant-la en Tetracenomicina D3, un pas clau en la producció d'antibiòtics amb propietats antitumorals. La TcmH no necessita cofactors orgànics ni ions metàl·lics, sinó que utilitza el seu substrat com a agent reductor per activar l'oxigen molecular.
Altres monooxigenases formadores de quinones com l'ActVA-orf6 i l'ElmH comparteixen similituds en la seqüència i la funcionalitat de la TcmH.

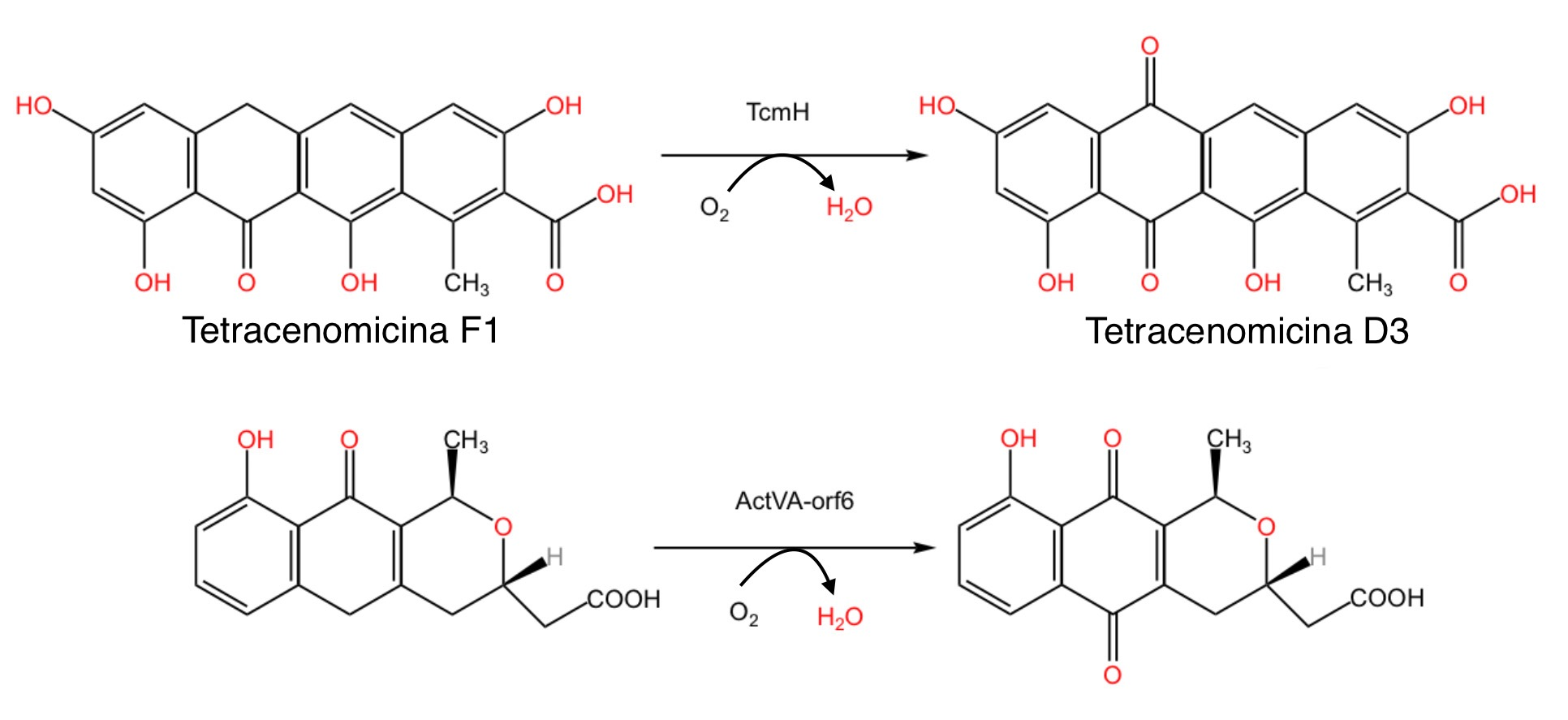
D'una banda, la TcmH oxida la tetranomicina F1 en tetranomicina D3. D'altra banda, la proteïna ActVa-orf6 intervé en la síntesi de la dihidrokalafungina.

###### 2. Les dioxigenases
Introdueixen dos àtoms d'oxigen molecular directament al substrat. Són enzims formats per sistemes amb múltiples components, un dels quals és una oxigenasa. Aquesta s'encarrega de la incorporació de grups hidroxil al substrat aromàtic.
Com a exemple trobem les dioxigenases bacterianes involucrades en la degradació dels derivats de la quinolina. Aquestes s'encarreguen de catalitzar el trencament de les 3-hidroxi-4-quinolones, alliberant consegüentment monòxid de carboni.
La Qdo (1H-3-hidroxi-4-oxiquinolina 2,4-dioxigenasa) i la Hod (1H-3-hidroxi-4-oxoquinaldina 2,4-dioxigenasa) són exemples d'aquesta família d'oxigenases. Aquestes catalitzen la degradació de compostos heterocíclics sense requerir ions metàl·lics o cofactors orgànics.

Això es deu al fet que l'activació de l'oxigen en el centre actiu és assistida pel substrat, depenent únicament de la transferència d'un electró i consegüent formació d'un radical que és intrínsecament reactiu amb l'oxigen molecular.
Tant la Qdo com la Hod catalitzen la inserció de l'oxigen en les posicions C-2 i C-4 dels seus substrats, fent possible la degradació de compostos com la 1H-3-hidroxi-4-oxiquinolina i la 1H-3-hidroxi-4-oxoquinaldina. Aquest mecanisme és rellevant en la degradació de compostos aromàtics complexos en bacteris, el qual ens pot ser útil en el camp de la bioremediació.